# Carmen Dragon
Carmen Dragon (* 28. Juli 1914 in Antioch, Kalifornien; † 28. März 1984 in Los Angeles) war ein US-amerikanischer Dirigent, Arrangeur und Filmkomponist.

## Leben
Carmen Dragon begann seine Karriere als Arrangeur im Orchester von Meredith Willson. Neben Live-Auftritten war er vor allem beim Radio tätig, wofür er später einen Stern auf dem Hollywood Walk of Fame (6104 Hollywood Boulevard) erhielt. Ab 1941 komponierte er auch Filmmusik in Hollywood. Für seine Arbeit für das Filmmusical Es tanzt die Göttin (1944) mit Rita Hayworth und Gene Kelly gewann er zusammen mit Morris Stoloff den Oscar in der Kategorie Beste Musik in einem Filmmusical.
Im Laufe der Jahre dirigierte er verschiedene Orchester wie das Hollywood Bowl Symphony Orchestra, mit dem er für Capitol Records zahlreiche Schallplatten aufnahm, das Capitol Symphony Orchestra, das Royal Philharmonic Orchestra oder auch das BBC Symphony Orchestra. 1950 wurde Dragon Mitglied der American Society of Composers, Authors and Publishers (ASCAP), dem US-amerikanischen Pendant zur deutschen GEMA.
Carmen Dragon starb 1984 im Alter von 69 Jahren in Los Angeles an Krebs und wurde auf dem San Fernando Mission Cemetery in Mission Hills, Kalifornien, beigesetzt. Von seinen fünf Kindern traten drei in seine musikalischen Fußstapfen: Sohn Daryl Dragon (1942–2019) war während der 1970er Jahre Keyboarder bei den Beach Boys und bildete zusammen mit seiner Ehefrau, der Sängerin Toni Tennille, das Musikduo Captain & Tennille. Tochter und Namensvetterin Carmen Dragon (1948–2010) war eine erfolgreiche Pianistin und Harfenspielerin. Dennis Dragon war Schlagzeuger der Rockband The Surf Punks.

## Filmografie (Auswahl)
- 1941: Flucht nach Texas (Texas) – Regie: George Marshall
- 1944: Es tanzt die Göttin (Cover Girl) – Regie: Charles Vidor
- 1944: Mr. Winkle Goes to War – Regie: Alfred E. Green
- 1946: Young Widow – Regie: Edwin L. Marin
- 1946: Der Held des Tages (The Kid from Brooklyn) – Regie: Norman Z. McLeod
- 1946: The Strange Woman – Regie: Edgar G. Ulmer
- 1947: Out of the Blue – Regie: Leigh Jason
- 1947: Frau ohne Moral? (Dishonored Lady) – Regie: Robert Stevenson
- 1948: The Time of Your Life – Regie: H. C. Potter
- 1950: Den Morgen wirst du nicht erleben (Kiss Tomorrow Goodbye) – Regie: Gordon Douglas
- 1951: Night Into Morning – Regie: Fletcher Markle
- 1951: Der Gauner und die Lady (The Law and the Lady) – Regie: Edwin H. Knopf
- 1951: Der Mordprozeß O’Hara (The People Against O’Hara) – Regie: John Sturges
- 1952: Abenteuer in Rom (When in Rome) – Regie: Clarence Brown
- 1952: Männer machen Mode (Lovely to Look At) – Regie: Mervyn LeRoy
- 1955: Den Finger am Abzug (At Gunpoint) – Regie: Alfred L. Werker
- 1956: Die Dämonischen (Invasion of the Body Snatchers) – Regie: Don Siegel